# Saint-Mayeux
 Saint-Mayeux  (en bretón Sant-Vaeg) es una población y comuna francesa, situada en la región de Bretaña, departamento de Côtes-d'Armor, en el distrito de Saint-Brieuc y cantón de Corlay.

## Demografía
| 909 | 874 | 773 | 664 | 539 | 484 |
| Para los censos de 1962 a 1999 la población legal corresponde a la población sin duplicidades (Fuente: INSEE [Consultar]) |     |     |     |     |     |